# Französische Städte und Regionen der Kunst und der Geschichte
Stadt und Region der Kunst und der Geschichte (franz.: ville et pays d’art et d’histoire) ist eine französische Auszeichnung. Sie wird seit 1985 vom französischen Kulturministerium an französische Städte oder Regionen vergeben, die eine Politik der Belebung und Werterhöhung des Kulturerbes und der Architektur verfolgen. Die Auszeichnung ist Nachfolger des Titels „Stadt der Kunst“ (franz.: ville d’art), der 2005 abgeschafft wurde.
Dieses Engagement wird durch eine Konvention geregelt, welche vom Amt für Architektur und Kulturerbe (franz.: direction de l’architecture et du patrimoine (DAP)), den Regionalverwaltungen für kulturelle Angelegenheiten (franz.: direction régionale des affaires culturelles (DRAC)) und den betroffenen Verwaltungseinheiten erarbeitet wurde. Diese Konvention beinhaltet finanzielle und technische Unterstützung seitens des Ministeriums aber auch die Verpflichtung, nur qualifiziertes und vom Ministerium zugelassenes Personal zu beschäftigen.
Der Nationalrat der Städte und Regionen der Kunst und Geschichte, gegründet 1995, nimmt an der Entwicklung und der generellen Ausrichtung der Politik dieses Zusammenschlusses teil und gibt Ratschläge zur Kandidatur für die Auszeichnung, kann eine bereits erteilte Auszeichnung aber auch wegen Nichteinhaltung des von der Konvention vorgegebenen Rahmens zurücknehmen. Die Regionalverwaltungen für kulturelle Angelegenheiten gewährleisten die Umsetzung der Politik des Zusammenschlusses auf regionaler Ebene. Als bevorzugte Ansprechpartner der Städte und Regionen für die Vorgaben und die Verfolgung der Dossiers, wachen sie über die Richtigkeit des Projektes und seine Integration in die kulturelle Landschaft der Region.
Im Jahre 2006 waren ca. 115 Städte und Regionen Teil dieses Zusammenschlusses (2005: ca. 130).

## Liste der Städte und Regionen der Kunst und Geschichte

### A
- Albertville-Conflans
- Amiens
- Angers
- Angoulême et pays de l’Angoumois
- Annecy
- Arles
- pays d’Auge
- Autun
- Auxerre
- pays de l’Auxois
- Albi

### B
- Bar-le-Duc
- Basse-Terre
- Bastia
- pays des Bastides du Rouergue (Najac, Sauveterre-de-Rouergue, Villefranche-de-Rouergue, Villeneuve d’Aveyron)
- Beaucaire
- Besançon
- Blois
- Boulogne-Billancourt
- Boulogne-sur-Mer
- Bourges
- Briançon

### C
- Cahors
- Cambrai
- pays de Carpentras et du Comtat Venaissin
- Chalon-sur-Saône
- Chambéry
- Chinon
- Concarneau
- pays de Clos du Cotentin
- pays de Coutances

### D
- Dieppe
- Dinan
- Dinard
- Dole
- Dijon

### E
- Elbeuf
- Étampes

### F
- Fécamp
- Figeac
- Fontenay-le-Comte
- pays du Forez
- Fougères
- Fréjus
- Fontainebleau

### G
- Grasse
- Guebwiller
- Guérande

### H
- pays du Haut-Allier

### J
- Joigny

### L
- pays du Lac de Paladru Les Trois Vals
- Langres
- Laon
- Laval
- Le Havre
- Le Mans
- Le Puy-en-Velay
- Lille
- Loches
- Lorient
- Lunéville

### M
- Marseille
- pays de Maurienne et Tarentaise
- Meaux
- pays de Mende et Lot en Gévaudan
- Menton
- Metz
- Montauban
- pays de Montbéliard
- pays des Monts et Barrages
- Montmorillon et pays Montmorillonnais
- Moulins

### N
- Nantes
- Nancy
- Nevers
- Nîmes
- Noisiel – ehem. Schokoladenfabrik Menier
- Noyon

### P
- pays de Parthenay
- pays du Perche-Sarthois
- Périgueux
- Perpignan
- pays de Pézenas
- Pointe-à-Pitre
- Poitiers
- pays des Portes du sud
- pays de la Provence verte

### Q
- Quimper

### R
- Rambouillet
- Reims
- Rennes
- pays de Riom
- Rochefort
- Roubaix
- Rouen
- pays des Vallées Roya Bévéra

### S
- Saintes
- Saint-Étienne
- Saint-Laurent-du-Maroni
- Saint-Omer
- Saint-Pierre (Martinique)
- pays de Saint-Pierre – Saint-Louis (Réunion)
- Saint-Quentin
- Sarlat
- Sedan
- Soissons

### T
- Thouars
- Tours
- Trévoux Saône Vallée
- Troyes

### V
- Valence
- pays du Val d’Argent
- pays de la Vallée de la Dordogne
- pays de la Vallée du Loir
- pays de la Vallée de la Têt
- Valognes
- Vannes
- Vendôme
- pays Vézère-Ardoise
- Vienne
- Vitré